# Marten River Provincial Park
Marten River Provincial Park är en park i Ontario, Kanada.  Parken ligger 304 meter över havet intill Marten Lake.
Terrängen runt parken är platt. Trakten runt Marten River Provincial Park är nära nog obefolkad, med mindre än två invånare per kvadratkilometer.. 
I omgivningarna runt Marten River Provincial Park växer i huvudsak blandskog.  Trakten ingår i den hemiboreala klimatzonen, och årsmedeltemperaturen är 2 °C. Den varmaste månaden är augusti, då medeltemperaturen är 16 °C, och den kallaste är januari, med −17 °C. Genomsnittlig årsnederbörd är 1 239 millimeter. Den regnigaste månaden är oktober, med i genomsnitt 150 mm nederbörd, och den torraste är februari, med 60 mm nederbörd.